# Варецький Валентин Сергійович
Валентин Сергійович Варецький (нар. 16 лютого 1956, село Андрієво-Іванівка, Одеська область) — радянський та російський актор театру та кіно, театральний режисер, Заслужений артист Росії (2001).

## Біографія
Валентин Варецький народився 16 лютого 1956 року в селі Андрієво-Іванівка, Миколаївського району, Одеської області. У 1975—1979 роках навчався на акторсько-режисерському факультеті Київського театрального інституту, закінчив його з відзнакою. У 1990 році отримав відзнаку за навчання на режисерському відділенні Гітісу.

## Творчість

### Ролі в кіно
У 1989—1993 роках був головним режисером Бєлгородського академічного театру.
З 1996 до 2002 — головний режисер Московського обласного театру драми і комедії м. Ногінськ http://motdik.ru [Архівовано 13 травня 2022 у Wayback Machine.]

### Постановки в театрі
У 2002—2004 рр. режисер російської версії мюзиклу «Чикаго» (продюсери: А.Пугачова, Ф.Кіркоров).

## Творчість
- «Ханума» А. А. Цагарелі (Бєлгородський державний академічний драматичний театр ім. М.С. Щепкіна)
- "За двома зайцями» М. П. Старицького (Бєлгородський державний академічний драматичний театр ім. М. С. Щепкіна)
- 2006 — «Сім'я Тотів» В. Еркеня (Московський обласний драматичний театр ім. Островського)
- 2007 — «Міщанин-шляхтич» Ж.-Б. Мольєра (Білоруський республіканський театр юного глядача, Мінськ)[3]
- 2009 — «Одруження» М. В. Гоголя (Бєлгородський державний академічний драматичний театр ім. М. С. Щепкіна)[4]

- 1979 — Не дать оступится
- 1985 — Легенда про безсмертя
- 1999 — Небо в алмазах
- 2001 — Гражданин начальник — Фердолевский
- 2002 — Бригада — Михалыч, прораб
- 2002 — Даже не думай! — Егор
- 2002 — Олигарх — член Совета Безопасности
- 2002 — Раскалённая суббота
- 2004 — Штрафбат — немецкий генерал
- 2004 — Красная капелла — Берг
- 2004 — Личный номер — Генерал прокуратуры
- 2005 — Бухта Филиппа — Грузнов
- 2005 — Голова классика — «Высокое начальство»
- 2006 — Тёмный инстинкт — Коротыш
- 2007 — Гражданин начальник 3 — полковник Паршин Григорий
- 2007 — Я сыщик — Косаренко
- 2007 — Смерть шпионам! — Георгий Николаевич Лифанов
- 2008 — Батюшка — майор Миронов
- 2008 — Любовные причуды
- 2009 — Суд — Вячеслав Германович Громов
- 2009 — Папины дочки — Виктор Анатольевич Мавзолеевский, директор сети кинотеатров
- 2009 — «L'affaire Farewell» / «Прощальное дело» (Франция) — Анатолий
- 2011 — МУР. Третий фронт — ювелир
- 2011 — Поцелуй сквозь стену — сотрудник редакции
- 2011 — Пятницкий — Павел Иванович Прошин
- 2011 — Утомлённые солнцем 2: Цитадель
- 2011—2012 — Хозяйка моей судьбы — Главреж
- 2011 — Жажда — генерал Петров
- 2011 — Каменская-6 — майор, замначальника РОВД
- 2011 — Лесник — Фома
- 2012 — Август. Восьмого — начальник Генштаба
- 2012 — Без следа — Николай Тихонов
- 2012 — Братаны-3 — Олег Витальевич Добрынин
- 2012 — Метро — сотрудник метрополитена
- 2012 — Проснёмся вместе? — Семён Михайлович Иванников
- 2012 — Склифосовский — Александр Сминальников
- 2012 — Смерть шпионам. Скрытый враг — Георгий Николаевич Лифанов
- 2013 — Время дочерей — прокурор
- 2013 — Поговори со мною о любви — Дундуков, отец Зинаиды
- 2013 — Пенелопа — Николай Степанович
- 2015—2016 — Последний мент — Семякин
- 2016 — Можете звать меня папой — Юрий Петрович
- 2016 — Шелест — Станислав Николаевич Ольховский

### Нагороди
- 1974 — Грамота ЦК ВЛКСМ «За мужність і стійкість, виявлені під час військових подій на острові Кіпр»
- 2005 — Лауреат міжнародного фестивалю «Слов'янські театральні зустрічі»